# Ponte Vedra Beach
Ponte Vedra Beach è un'area non incorporata degli Stati Uniti d'America situata nella contea di St. Johns, in Florida. Si trova a 29 chilometri a sud-est di Jacksonville e 42 chilometri a nord di St. Augustine. La città è famosa, oltre alla presenza di villaggi turistici e stabilimenti balneari, per essere la sede dell'organizzazione golfistica PGA Tour.

## Link fraudolenta
1. ↑  (EN) Ponte Vedra, Florida Demographics Data, su towncharts.com, TownCharts. URL consultato il 24 aprile 2017.